# Leioproctus plautus
Leioproctus plautus är en biart som beskrevs av Maynard 1991. Leioproctus plautus ingår i släktet Leioproctus och familjen korttungebin. Inga underarter finns listade i Catalogue of Life.

## Bildgalleri

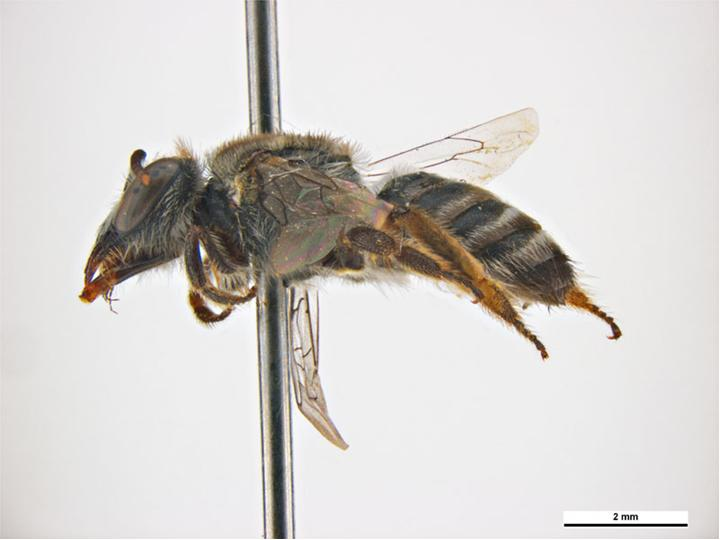
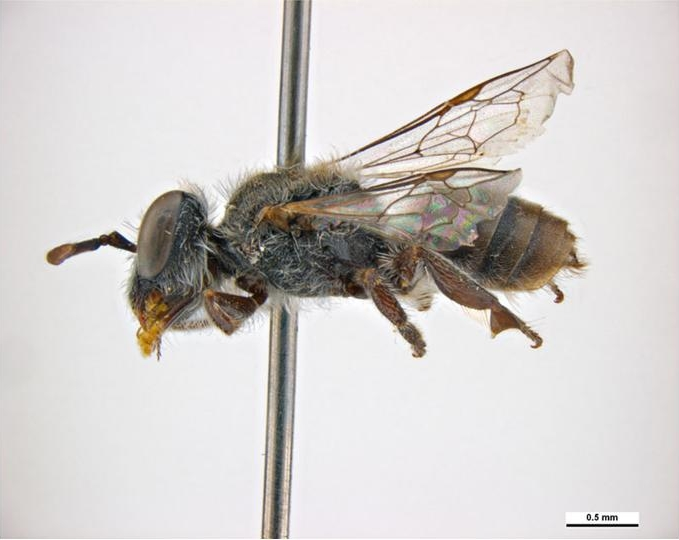